# أوزوالد ويرث
أوزوالد ويرث هو كاتب وأمين مكتبة سويسري، ولد في 5 أغسطس 1860 في Brienz ‏ في سويسرا، وتوفي في 9 مارس 1943.